# Ross Glacier
Ross Glacier är en glaciär i Sydgeorgien och Sydsandwichöarna (Storbritannien). Den ligger i den nordvästra delen av Sydgeorgien och Sydsandwichöarna. Ross Glacier ligger 76 meter över havet.
Terrängen runt Ross Glacier är kuperad åt nordost, men åt sydväst är den bergig. Havet är nära Ross Glacier åt nordost.  Trakten runt Ross Glacier är nära nog obefolkad, med mindre än två invånare per kvadratkilometer. Det finns inga samhällen i närheten. Trakten runt Ross Glacier består i huvudsak av gräsmarker.